# Die Ärzte (album)
Die Ärzte è il terzo album di studio del gruppo pop punk tedesco Die Ärzte, pubblicato nel 1986 e ristampato nel 1990.
Si tratta del primo album senza il bassista originale, Hans Runge, sostituito in questa registrazione dal produttore della band, Manne Praeker.

## Tracce
1. Wie am ersten Tag (Urlaub) - 3:41
2. Mysteryland (Felsenheimer) - 4:02
3. Sweet Sweet Gwendoline (Urlaub) - 2:50
4. Ist das alles? (Felsenheimer) - 3:39
5. Geschwisterliebe (Urlaub) - 4:11
6. Alleine in der Nacht (Felsenheimer) - 2:47
7. Jenseits von Eden (Chris Evans-Ironside, Kurt Gebegern, Joachim Horn-Bernges) - 4:00 (Nino de Angelo-Schlagers cover)
8. Wir werden schön (Felsenheimer) - 4:01
9. Für immer (Urlaub) - 3:46
10. Ich bin reich (Urlaub, Felsenheimer) - 4:22
11. Zum letzten Mal (Urlaub) - 4:24

## Singoli estratti
- 1986: Für immer
- 1986: Ist das alles?

## Formazione
- Farin Urlaub - chitarra, voce
- Bela B. - batteria, voce d'accompagnamento
- Manne Praeker - basso